# Polo G
Taurus Tremani Bartlett (Chicago, SAD, 6. siječnja 1999.), poznatiji pod umjetničkim imenom Polo G, američki je reper i tekstopisac. Istaknuo se singlovima "Finer Things" i "Pop Out". Njegov debitantski album Die a Legend (2019.) dostigao je šesto mjesto na Billboard 200, a RIAA ga je certificirala kao platinastog.
Bartlettov drugi studijski album, The Goat (2020.), zauzeo je drugo mjesto na Billboard 200 uz deset singlova na Billboard Hot 100 ljestvici. Njegov uspjeh nastavio se i s njegovim trećim studijskim albumom Hall of Fame (2021.), koji je postao njegov prvi album na vrhu ljestvice kao i singl "Rapstar" s istog albuma.

## Glazbeni stil i utjecaj
Izvorno je poznat po svom Chicago drill zvuku, ali je na kraju prešao na "melodičniji" stil. Poznat je po svom "živopisnom i eksplicitnom pripovijedanju". Njegovi tekstovi uglavnom uključuju teške teme, kao probleme s mentalnim zdravljem te rasizam. Njegov glazbeni stil najviše je uspoređivan s također čikaškim reperima Chiefom Keefom i Lil Durkom, a za koje je izjavio da su mu jedni od najvećih uzora.

## Diskografija
- Die a Legend (2019.)
- The Goat (2020.)
- Hall of Fame (2021.)
- Hall of Fame 2.0 (2022.)

## Filmografija
| Godina | Naslov                     | Uloga      |
| ------ | -------------------------- | ---------- |
| 2021.  | Juice Wrld: Into the Abyss | "Sam sebe" |

## Vanjske poveznice
- Službena stranica
- Polo G na Apple Musicsu
- Polo G na Instagramu
- Polo G na Twitteru
- Polo G na Spotifyu